# Horacio Elizondo
Horacio Marcelo Elizondo (Quilmes, Buenos Aires, Argentina, 4 de noviembre de 1963) es un ex árbitro internacional de categoría FIFA argentino, que se desempeñaba en la Primera División de su país.
Egresó como profesor de Educación Física y es poeta por afición. Dirigió su primer partido internacional entre selecciones de primer nivel el 9 de octubre de 1996, entre Ecuador y Colombia. Su debut internacional de clubes fue en marzo de 1994, entre Colo Colo y Nacional. Su último trabajo fue como presidente de la Comisión de Arbitraje de Costa Rica.
Fue director del Departamento de Árbitros de la Asociación Paraguaya de Fútbol entre los años 2019-2022.

## Carrera en el arbitraje
Entre sus logros profesionales se destaca el haber sido designado para dirigir la Final de la Copa Mundial de la FIFA Alemania 2006, entre Italia y Francia, y la participación en el partido inaugural de ese mismo mundial el 9 de junio entre Alemania y Costa Rica jugado en el Allianz Arena. También deben destacarse sus actuaciones en las eliminatorias para las Copas Mundiales de Fútbol de los años 1998, 2002 y 2006; su participación en los Campeonatos Mundiales Sub-17 de la FIFA de los años 1997 y 2005; en el Campeonato Mundial Juvenil de la FIFA de los años 2003 y 2005; en el Torneo Olímpico de Fútbol del año 2004; en el Campeonato Mundial de Clubes de la FIFA 2000 y en las Copas Américas de los años 1997 y 1999.
Elizondo ostenta dos récords mundialistas: es uno de los dos árbitros que ha dirigido el partido inaugural y la final de una misma Copa del Mundo junto a Néstor Pitana, y, junto al mexicano Benito Archundia, comparte la plusmarca de haber dirigido cinco encuentros del mismo mundial (en cuanto al primer récord, cabe aclarar que el árbitro inglés George Reader también dirigió el primer y el último partido de Brasil 1950, pero el cotejo que cerró el campeonato, conocido como Maracanazo, no era técnicamente una final).

### Mundial 2006
En la Copa Mundial de Fútbol de 2006 disputada en tierra germana, el árbitro argentino dirigió el inaugural Alemania vs Costa Rica por el Grupo A; los partidos de primera ronda República Checa vs Ghana (por el Grupo E) y Suiza vs Corea del Sur (Grupo G), y los cuartos de final entre Inglaterra vs Portugal, antes de la gran final entre Italia y Francia que coronó a los azzurros como nuevos reyes del fútbol planetario, donde demostró un muy buen nivel y coronó un gran arbitraje. En Alemania 2006, Elizondo en sus 5 partidos pitados mostró 26 tarjetas amarillas, expulsó a 3 jugadores (el checo Tomáš Ujfaluši, el inglés Wayne Rooney y el francés Zinedine Zidane en la final), y sancionó 2 penales, uno de ellos en el partido decisivo. Durante toda la competencia estuvo acompañado por los asistentes Darío García y Rodolfo Otero, compatriotas suyos, y entre los tres lograron que la terna argentina tuviera una de las más destacadas labores, y así lo consideró la FIFA al elegirlos para arbitrar la final. De este modo, Elizondo sucedió en el honor de pitar el partido decisivo de una final mundialista al italiano Pierluigi Collina, quien fue el encargado de impartir justicia en la final Alemania-Brasil del Mundial 2002 disputado en tierras asiáticas.
Otros de los logros de Elizondo es haber estado presente en las últimas dos finales definitorias de la Copa Libertadores de América, máximo torneo continental de clubes, dirigiendo tanto el encuentro de vuelta de la final 2005 entre el São Paulo y el Atlético Paranaense brasileños, obtenida por los paulistas, como la finalísima de 2006 entre los campeones defensores y el Internacional de Porto Alegre, que se consagró nuevo monarca. Además, el árbitro argentino había dirigido la final de ida de la Libertadores 2002, que terminaría obteniendo el Olimpia de Paraguay. En el campeonato local de su país, fue en reiteradas ocasiones elegido para pitar el Superclásico argentino entre Boca Juniors y River Plate tanto en La Bombonera como en el Monumental, así como los más definitorios encuentros del torneo de AFA.
Cerca de los 43 años y luego de haber llegado al máximo nivel en la final de la Copa del Mundo de Alemania y la final continental de clubes por dos años consecutivos, Elizondo planeaba  retirarse de la actividad arbitral incluso antes de alcanzar la edad límite de la FIFA, que está en los 45 años, pero antes de eso retornó a la Argentina para dirigir su último torneo local, que fue el Apertura 2006. En el mismo, tuvo el honor de dirigir su octavo Superclásico oficial (triunfo de River Plate por 3-1 sobre Boca Juniors en el imponente Monumental), y además fue elegido para dirigir los clásicos de Rosario (victoria de Rosario Central 4-1 sobre Newell's Old Boys en Arroyito) y el de Avellaneda (el cual suspendió a los 19' del ST por violencia en las tribunas, cuando Independiente triunfaba 2-0 sobre Racing Club en la Doble Visera).  En el medio del Apertura, Elizondo viajó a Catar junto al asistente Rodolfo Otero, donde dirigió un par de partidos de la liga del país árabe.
Sobre el final de este torneo, el 6 de diciembre, Elizondo confirmó las versiones que indicaban su alejamiento del arbitraje argentino al notificar a la AFA que a partir del próximo año no renovaría su vínculo contractual con el fútbol nacional. De este modo, el último partido que dirigió Horacio Elizondo en su país fue el domingo 10 de diciembre de 2006, que disputaron en la Bombonera el defensor del título, Boca Juniors, y Lanús. Este partido fue de trascendental importancia, ya que su resultado (1-2 en contra del local) indicó que se debería jugar un desempate para definir el campeonato de AFA, entre Boca Juniors  y Estudiantes de La Plata.
En tanto, Elizondo evalúa su futuro. Tuvo ofertas para continuar dirigiendo en Catar o Arabia Saudí, pero ya aclaró que su retiro del arbitraje no comprende sólo al fútbol argentino sino que es definitivo. También, indican informes periodísticos, ha recibido ofrecimientos para trabajar en la televisión mexicana. La Escuela de Árbitros de AFA lo pretende como jefe instructor del arbitraje nacional en un futuro próximo. Elizondo, sin duda el árbitro argentino más reconocido de la historia, se va con casi 400 partidos en primera división, 8 Superclásicos y numerosos clásicos de su país, participación en 2 Copas Américas, Mundiales juveniles y los Juegos Olímpicos de Atenas, 3 finales de Copa Libertadores (2002, 2005 y 2006) y 5 partidos mundialistas, entre ellos el inaugural y la final. Récords que serán difíciles de igualar tanto para nacionales como para extranjeros en el fútbol mundial.
Como corolario de sus grandes logros, el 8 de enero de 2007 en la Gala Mundial del Fútbol realizada en Salzburgo, Elizondo recibió el premio al Mejor Árbitro del Mundo 2006, galardón concedido por la Federación Internacional de Historia y Estadística de la FIFA, la IFFHS. En la votación, en la que participaron expertos de 93 países distintos, Horacio Elizondo obtuvo el primer lugar con 159 puntos, mientras que en segundo lugar quedó el eslovaco Lubos Michel, que logró 69 unidades, en tanto que el alemán Markus Merk fue tercero con 60. El mexicano Benito Archundia, con 42 puntos, quedó en cuarto lugar y quinto fue el español Luis Medina Cantalejo con 26, superando por solo dos puntos al uruguayo Jorge Larrionda. Del 7.º al 10.º puestos fueron ocupados respectivamente por el italiano Roberto Rosetti, el belga Frank De Bleeckere, el alemán Herbert Fandel y el suizo Massimo Busacca. Con el premio obtenido, Elizondo se convirtió en el tercer sudamericano y el primer argentino en recibir esa distinción que la prestigiosa entidad de historia futbolística otorga anualmente desde 1987.

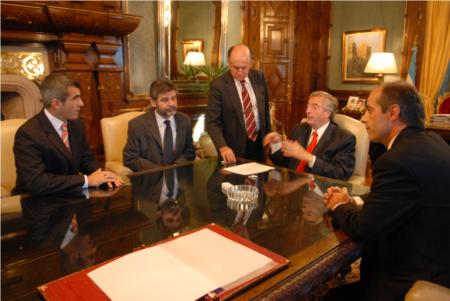
Elizondo recibido por Néstor Kirchner en la Casa Rosada en 2007.

Luego de retirarse comenzó una actividad laboral intensa relacionada con su antiguo trabajo. Participa en un programa de televisión como analista de los arbitrajes de la primera división argentina, y en mayo de 2007 fue designado por el presidente argentino, Néstor Kirchner, como Coordinador de Programas Deportivos Jurisdiccionales en la órbita de la Secretaría de Deportes de la Presidencia de la Nación. A la vez, dirige el área de deportes y recreación de Luján.
En el 2008 creó la Dirección de Formación Arbitral en la Asociación del Fútbol Argentino (AFA); donde tuvo en cuenta para la formación de los árbitros, tanto a la Educación formal, como la no formal. Esta dirección pasó a ser la quinta dirección dentro de dicha Institución. (incrementó la jerarquía y rango del arbitraje argentino). Creó junto a Pablo Silva el primer Modelo Teórico de Rendimiento para el entrenamiento arbitral. En mayo del 2009, pasó a integrar el Departamento de Desarrollo Arbitral de la FIFA, como Formador de Formadores.

### Vuelta a la AFA en 2016
A comienzos de diciembre de 2016, el Comité de Regularización de la AFA —que la FIFA normaliza— nombró a Elizondo como director de la Dirección de Arbitraje Nacional, acompañado del también colegiado mundialista Ángel Sánchez y Marcelo Habib.

## Estadísticas
Horacio Elizondo ha dirigido 1600 partidos a nivel nacional, entre los que se destacan 11 superclásicos entre Boca y River y 23 clásicos. A nivel internacional, arbitró 150 encuentros, remarcando como más importante 22 partidos de Eliminatorias, entre ellas las eliminatorias europeas donde fue el primer árbitro sudamericano, y único argentino en dirigir, 3 finales de la Copa Libertadores y los cinco de Alemania 2006, entre los que se encuentra la final. Además, dirigió, de forma amistosa, tres partidos de la Fundación Messi vs equipos de la misma índole. Además, la amplia carrera arbitral, le ha permitido estar en 234 (160 de Argentina) ciudades de alrededor del mundo, habiendo arbitrado en 57 países.

## Radio, televisión, redes sociales y actualidad
Es analista deportivo en tema de arbitraje en C5N (participando también en la radio del canal) y en las señales de TyC Max y TyC Sports. Además, en su cuenta de Twitter (@ElizondoOK), analiza y comenta partidos en vivo, así también da su punto de vista acerca de jugadas polémicas arbitrales entre otras cosas. Dicha acción, es en simultáneo con su página web, en la que actualiza día a día.

## Distinciones individuales
| Distinción                                            | Año  |
| ----------------------------------------------------- | ---- |
| Premio World Soccer al mejor árbitro del mundo        | 2006 |
| Mejor árbitro del año según la IFFHS                  | 2006 |
| Árbitro del partido inaugural del Mundial de Alemania | 2006 |
| Árbitro de la final del Mundial de Alemania           | 2006 |